# Nebet (királyné)
Nebet (nb.t; „Úrnő”) ókori egyiptomi királyné volt az V. dinasztia vége felé, Unisz egyik felesége. Szakkarai kettős masztabasírja, férje piramisa közelében, közös Unisz egy másik feleségével, Henuttal. Nebet sírja az egyik legszebb állapotban fennmaradt óbirodalmi királynéi sír (ellentétben Henut sírjával, ami nagyrészt elpusztult). Nebet nem volt királyi származású, sírjában sem királynéi jelképekkel ábrázolják, hanem magas rangú közrendű nőként. Saját birtoka volt, melyet nők irányítottak.
Címei: A jogar úrnője (wr.t-ḥts), Aki látja Hóruszt és Széthet (m33.t-ḥrw-stš), A király felesége (ḥm.t-nỉswt), A király szeretett felesége (ḥm.t-nỉswt mrỉỉ.t=f), A Két Úrnő szeretettjének hitvese (zm3.t mrỉỉ-nb.tỉ), A Két Úrnő szeretett hitvese (zm3.t nb.tỉ mrỉỉ.t=f), Nagy kegyben álló (wr.t-ḥzwt), Hórusz társa (smr.t-ḥrw), Hórusz szeretett társa (smr.t-ḥrw mrỉỉ.t=f), Hórusz kísérője (tỉs.t-ḥrw).

## Literatur
- Michel Baud: Famille royale et pouvoir sous l’Ancien Empire égyptien. Tome 2 (= Bibliothèque d’Étude. 126/2. oldal). Institut Français d’Archéologie Orientale, Kairo 1999, ISBN 2-7247-0250-6, 489. oldal (Volltext als PDF; 16,7 MB).
- Peter Munro: Topographisch-historische Einleitung; Das Doppelgrabe der Königinnen Nebet und Khenut (= Der Unas-Friedhof Nord-West. Band 1). von Zabern, Mainz 1993, ISBN 3-8053-1353-5
- Bertha Porter, Rosalind Moss: Topographical Bibliography of Ancient Egyptian Hieroglyphic Texts, Reliefs and PaSeschseschetngs. III. kötet: Memphis. Part 2. Saqqara to Dahshur. 2. kiadás. Oxford University Press, Oxford 1981, 624–625. oldal (Teljes szöveg PDF formátumban; 33,5 MB).